# 종카어

종카어 문자

종카어(རྫོང་ཁ)는 중국티베트어족의 분파인 티베트버마어파에 속하는 언어 가운데 하나이다. 부탄의 공용어이며 티베트 문자로 표기한다.
부탄 서부에 위치한 8개 현(왕두에포드랑 현, 푸나카 현, 팀부 현, 가사 현, 파로 현, 하 현, 다가나 현, 추카 현)에 거주하는 주민들의 언어를 기반으로 한다. 티베트어, 시킴어와 밀접한 관계를 갖고 있다.

## 발음
|      | 전설 | 전설 | 후설 |
| 평순 | 원순 |      | 후설 |
| ---- | ---- | ---- | ---- |
| 고   | i    | y    | u    |
| 중   | e    | ø    | o    |
| 저   | æ    |      | ɑ    |